# Sunclass Airlines
Sunclass Airlines A/S (ранее известная как Thomas Cook Airlines Scandinavia) — датская чартерная авиакомпания, совершающая туристические авиаперевозки из стран Скандинавии: Дании, Швеции и Норвегии. До 2019 года входила в Thomas Cook Group, но после её банкротства была приобретена Strawberry Group и норвежским инвестором Петтером Стордаленом, вследствие чего Thomas Cook Airlines Scandinavia была переименована в Sunclass Airlines.
Штаб-квартира авиакомпании расположена Копенгагене.

## Маршрутная сеть
Ранее деятельностью авиакомпании является доставка туристов компании Thomas Cook из крупных городов Северной Европы до мест отдыха. Крупнейшие хабы авиакомпании расположены в Осло, Стокгольме, Копенгагене, а также в Хельсинки, откуда перевозчик выполняет как регулярные, так и сезонные рейсы на курорты Испании, Греции, Египта, Турции, Болгарии, Португалии, Мексики, Доминиканы и Таиланда.

## Флот
По состоянию на июль 2024 года флот авиакомпании состоит из следующих самолётов, средний возраст которых составляет 8 лет:

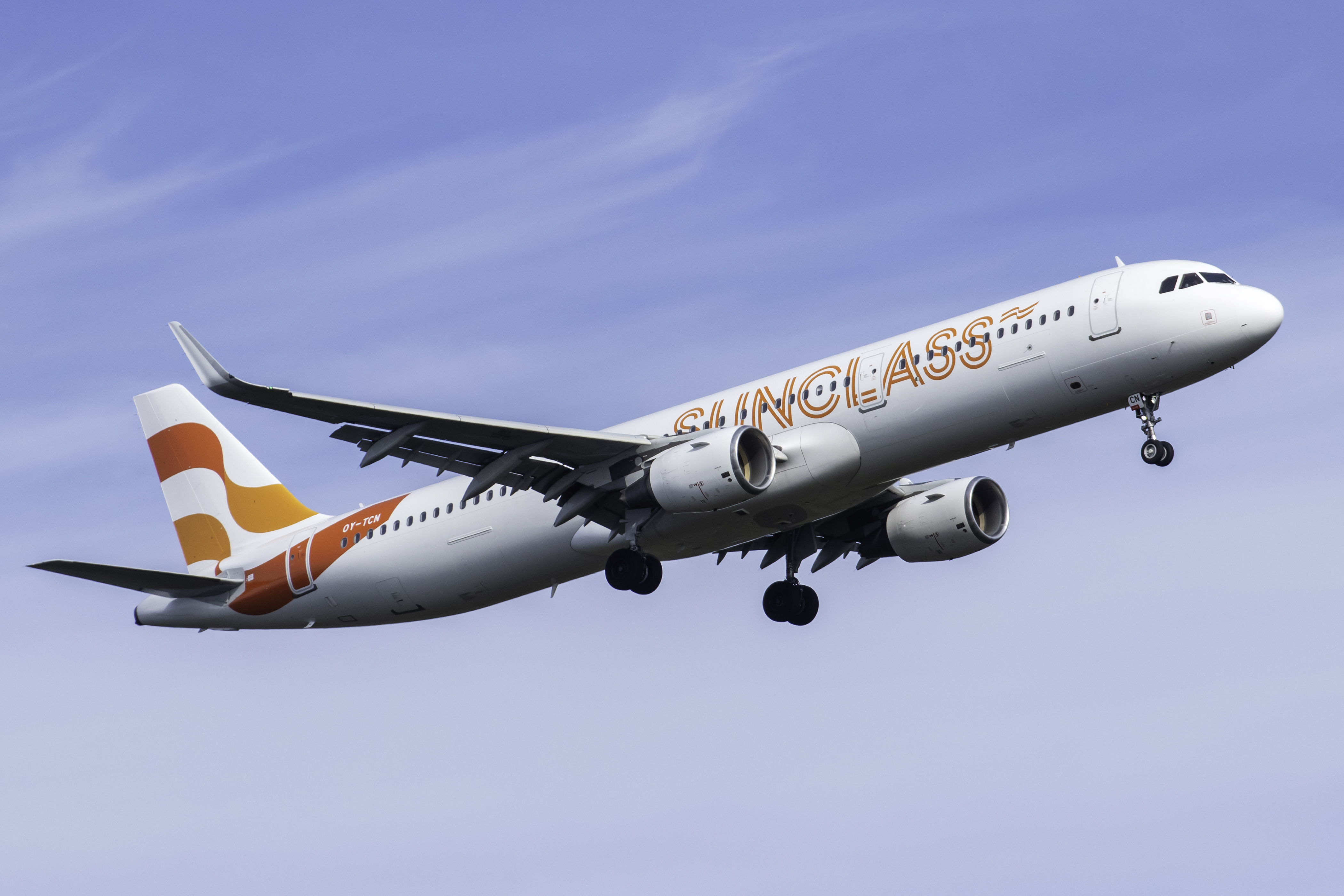
Airbus A321 Sunclass Airlines

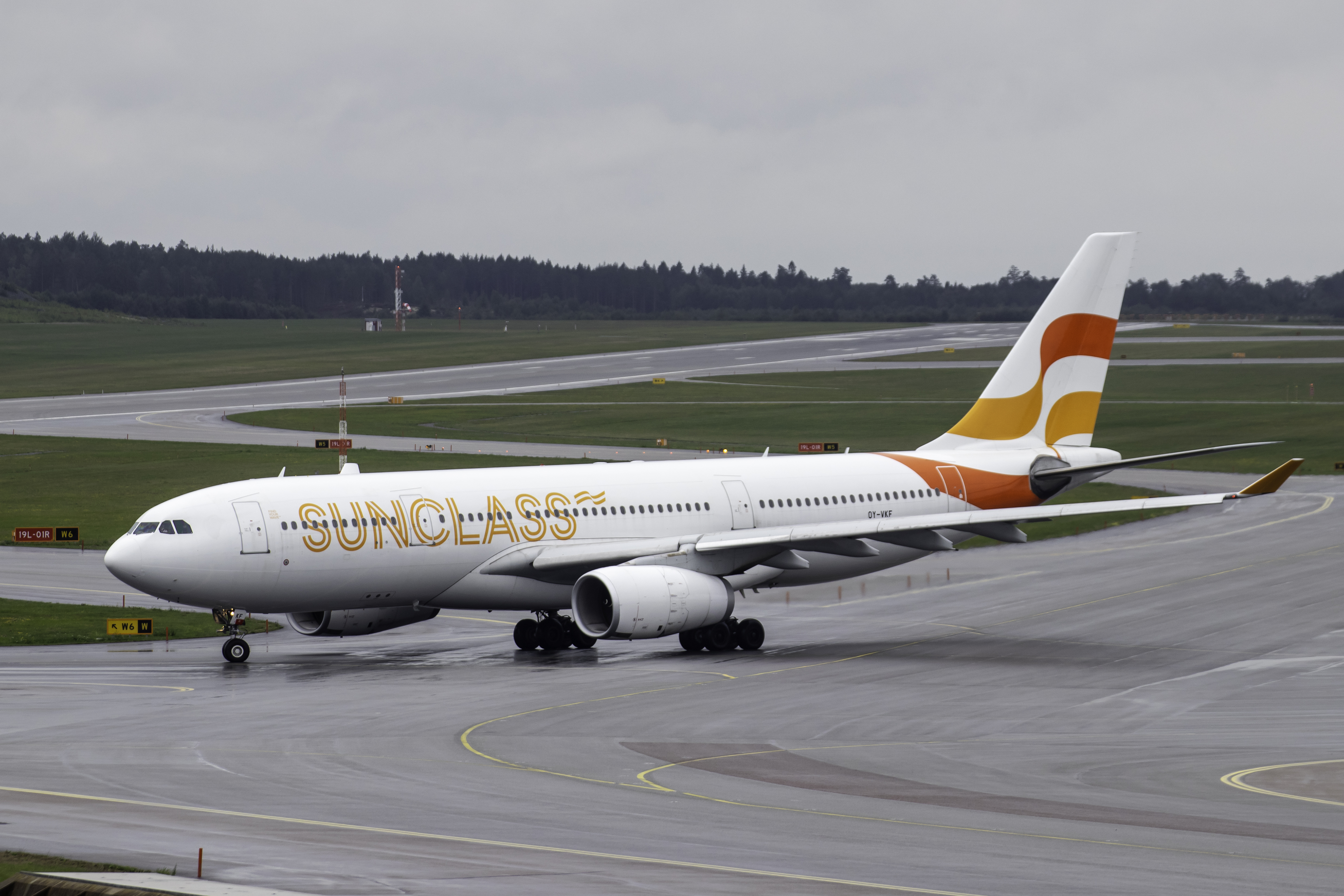
Airbus A330 Sunclass Airlines